# Rap Plus Size
Rap Plus Size é uma dupla paulista de rap formada em 2016 pelos MCs Jupi77er e Sara Donato na zona norte de São Paulo. A temática do grupo gira em torno do movimento body positive além de letras de inspiração feminista e outras que criticam o racismo e o machismo. Lançaram em 2016 seu álbum de estréia de nome homônimo com 13 faixas que contam com a participação das cantoras Rubia Fraga do RPW, Tássia Reis do Rimas & Melodias e Luana Hansen. Ao todo, sete videoclipes foram produzidos para as músicas do álbum, que por sua vez trazem elementos da música periférica brasileira desde o funk ao hip hop old school. Rap Plus Size foi considerado um dos melhores álbuns brasileiros de hip-hop de 2016.
Em 2018, lançaram o single "Toda Grandona" cujo videoclipe, feito em parceria com dois canais de ativistas para a promoção de uma marca de roupas plus size e uma festa, alcançou mais de 550 mil visualizações no YouTube.

Desde a sua formação, promovem a inclusão feminina nos espaços predominantemente masculinos do rap brasileiro através de batalhas de rap, mesas-redondas, oficinas, slams e em diversas manifestações culturais.

## Discografia

### Álbuns de estúdio
- Rap Plus Size (2016)
- A Grandiosa Imersão em Busca do Novo Mundo (2018)
- Revoada (2022)

### Singles
- Free Eternizado (2018)
- Toda Grandona (2018)

## Videografia
| Ano  | Título                  | Álbum         | Direção                                 |
| ---- | ----------------------- | ------------- | --------------------------------------- |
| 2016 | "IMC"                   | Rap Plus Size | Mateus Bravin                           |
| 2016 | "Levante sua Cabeça"    | Rap Plus Size | Iuri Stocco                             |
| 2017 | "O Pano Rasga"          | Rap Plus Size | Thamy Cabral, Jupi77er, Yara Lima Alves |
| 2017 | "Deixa As Garota Brink" | Rap Plus Size | Thamy Cabral                            |
| 2018 | "Agradecimentos"        | Rap Plus Size | Érica Pascoal                           |
| 2018 | "O Que Me Resta"        | Rap Plus Size | Érica Pascoal                           |
| 2018 | "Amor Próprio"          | Rap Plus Size | Gustavo Palma                           |
| 2018 | "Free Eternizado"       | Single        | Matheus Ferreira da Silva               |
| 2018 | "Toda Grandona"         | Single        | Alexandra Gurgel                        |